# Njujorška javna biblioteka
Njujorška javna biblioteka (NYPL) sistem je javnih biblioteka u Njujork Sitiju. Sa skoro 53 miliona stavki i 92 lokacije, Njujorkška javna biblioteka je druga po veličini javna biblioteka u Sjedinjenim Državama (iza Kongresne biblioteke) i treća po veličini na svetu (iza Britanske biblioteke). To je privatna, nevladina, neprofitna korporacija kojom se samostalno upravlja, a posluje učešćem privatnog i sa javnog finansiranja.
Biblioteka ima ogranke u opštinama Bronks, Menhetn i Staten Ajland, i povezana je sa akademskim i profesionalnim bibliotekama u Metropolitskoj objasti Njujorka. Preostale dve gradske opštine, Bruklin i Kvins, ne opslužuje sistem javne biblioteke Njujorka, već sistem njihovih biblioteka: Bruklinska javna biblioteka i Kvinska javna biblioteka. Bibliotečki ogranci su otvoreni za širu javnost i sastoje se od cirkulacionih biblioteka. Njujorška javna biblioteka takođe ima četiri istraživačke biblioteke, koje su takođe otvorene za širu javnost.
Biblioteka, zvanično uspostavljena kao Njujorška javna biblioteka, Astor, Lenoks i Tilden fondacije, razvijena je u 19. veku, osnovana udruživanjem osnovnih biblioteka i socijalnih biblioteka bibliofila i bogatih, potpomognutih filantropijom najbogatijih Amerikanca tog doba.
Naziv „Njujorška javna biblioteka” takođe se može odnositi na njen glavni ogranak, koji je lako prepoznatljiv po kipovima lavova po imenima Strpljenje and Čvrstoća koji stoje sa obe strane ulaza. Ogranak je proglašen Nacionalnim istorijskim monumentom 1965. godine, naveden u Nacionalnom registru istorijskih mesta 1966, i imenovan je Njujorškim monumentom 1967. godine.

## Istorija
Po nalogu Džozefa Kogsvela, Džon Džejkob Astor je stavio kodicil u svoj testament da zavešta 400.000 dolara (ekvivalentno $14,5 miliona 2024.) za stvaranje javne biblioteke. Nakon Astorove smrti 1848. godine, upravni odbor je izvršio uslove testamenta i izgradio Astorovu biblioteku 1854. u Ist Vilidžu.
Novootvorena biblioteka je bila besplatna referentna biblioteka, koja nije dozvoljavala da njene knjige kruže. Do 1872. godine, biblioteka Astor je opisana u uvodniku Njujork Tajmsa kao „glavni referentni i istraživački resurs“, ali „popularna svakako nije, i u velikoj meri joj nedostaju esencijalne javne biblioteke, da bi njeni ogranci gotovo mogli da budu pod ključem, imajući u vidu koliki pristup masama ljudi pružaju."
Zakonodavna skupština države Njujork je inkorporirala Lenoksovu biblioteku 1870. godine. Biblioteka je izgrađena na Petoj aveniji, između 70. i 71. ulice, 1877 godine. Bibliofil i filantrop Džejms Lenoks je poklonio ogromnu kolekciju svoje amerikane, umetničkih dela, rukopisa i retkih knjiga, uključujući prvu Gutenbergovu Bibliju u Novom Svetu. Na svom početku, biblioteka je naplaćivala ulaz i nije dozvoljavala fizički pristup nijednom književnom delu.
Bivši guverner Njujorka i predsednički kandidat Semjuel Dž. Tilden verovao je da je potrebna biblioteka sa dometom širom celog grada, a nakon njegove smrti 1886. godine, zaveštao je najveći deo svog bogatstva — oko 2,4 miliona dolara (ekvivalentno $84 miliona dolara u 2024.) da se „uspostavi i održava besplatna biblioteka i čitaonica u gradu Njujorku“. Ovaj novac će ostati netaknut u fondu nekoliko godina, sve dok Džon Bigelou, njujorški advokat, i Endru Hasvel Grin, obojica poverenika Tildenovog bogatstva, nisu došli na ideju da spoje dve najveće gradske biblioteke.
Biblioteke Astor i Lenoks bile su u finansijskim poteškoćama. Iako je Njujork već imao brojne biblioteke u 19. veku, skoro sve su bile privatno finansirane i mnoge su naplaćivale ulaz ili korišćenje (primetni izuzetak je bio Kuper Junion, koji je svoju besplatnu čitaonicu otvorio za javnost 1859. godine).. Bigelou, najistaknutiji pristalica plana za spajanje dve biblioteke, naišao je na podršku Luisa Kasa Ledijarda, člana Tildenovog odbora, kao i Džona Kadvaladera, u odboru Astora. Na kraju je Džon Stjuart Kenedi, predsednik odbora Lenoksa, takođe podržao plan.
Dana 23. maja 1895. Bigelou, Kadvalader i Džordž L. Rajvs su se složili da stvore „Njujoršku javnu biblioteku, fondacije Astor, Lenoks i Tilden“. Plan je pozdravljen kao primer privatne filantropije za javno dobro. Dana 11. decembra, Džon Šo Bilings je imenovan za prvog direktora biblioteke. Novoosnovana biblioteka konsolidovala se sa Bibliotekom njujorške slobodne cirkulacije u februaru 1901. godine.
U martu, Endru Karnegi je provizorno pristao da donira 5,2 miliona dolara (ekvivalentno $197 miliona dolara 2024. godine) za izgradnju šezdeset pet bibliotečkih ogranaka u gradu, uz uslov da njima upravlja i održava ih grad Njujork. Sistemi javnih biblioteka u Bruklinu i Kvinsu, koji su prethodili konsolidaciji Njujorka, izbegavali su grantove koji su im bili ponuđeni i nisu se pridružili NYPL sistemu; oni su verovali da neće dobiti tretman jednak onima na Menhetnu i Bronksu.
Kasnije, 1901. godine, Karnegi je formalno potpisao ugovor sa gradom Njujorkom da prenese svoju donaciju gradu kako bi mu omogućio da opravda kupovinu zemljišta za izgradnju biblioteka ogranaka. Upravni odbor NYPL angažovao je konsultante za planiranje i prihvatio njihovu preporuku da se angažuje ograničen broj arhitektonskih firmi za izgradnju Karnegijevih biblioteka; ovo bi obezbedilo uniformnost izgleda i minimiziralo troškove. Poverenici su angažovali McKim, Mead & White, Carrère and Hastings i Valtera Kuka da dizajniraju sve bibliotečke ogranke.
Njujorški pisac Vašington Irving bio je blizak Astorov prijatelj decenijama i pomogao je filantropu da dizajnira Astorovu biblioteku. Irving je bio predsednik Upravnog odbora biblioteke od 1848. do svoje smrti 1859. godine, oblikujući politiku prikupljanja podataka u biblioteci svojim snažnim senzibilitetom za evropski intelektualni život. Nakon toga, biblioteka je angažovala nacionalno istaknute stručnjake da usmeravaju njenu politiku prikupljanja; oni su bili pod direktnim nadzorom direktora Džona Šou Bilingsa (koji je takođe razvio Nacionalnu medicinsku biblioteku), Edvina H. Andersona, Harija M. Lidenberga, Frenklina F. Hopera, Ralfa A. Bilsa i Edvarda Frihafera (1954–1970). Oni su naglasili stručnost, objektivnost i veoma širok spektar znanja širom sveta u sticanju, očuvanju, organizovanju i stavljanju na raspolaganje opštoj populaciji skoro 12 miliona knjiga i 26,5 miliona dodatnih jedinica. Direktori su zauzvrat podnosili izveštaje elitnom odboru poverenika, uglavnom starijim, dobro obrazovanim, filantropskim, pretežno protestantskim, belcima iz više klase sa komandnim pozicijama u američkom društvu. Oni su svoju ulogu videli u zaštiti autonomije biblioteke od političara, kao i u davanju statusa, resursa i opreznog staranja.
Predstavnik mnogih važnih odluka odbora bila je kupovina 1931. privatne biblioteke velikog kneza Vladimira Aleksandroviča (1847–1909), strica poslednjeg cara. Ovo je bila jedna od najvećih nabavki ruskih knjiga i fotografskog materijala; u to vreme, sovjetska vlada je vodila politiku prodaje svojih kulturnih kolekcija u inostranstvu za zlato. Povezane kolekcije obuhvataju značajan broj važnih radova ruskih fotografa, kao i fotografije vezane za kuću Romanovih i stručnjaka za Rusiju Džordža Kenana.
Vojska je u svetskim ratovima u velikoj meri koristila bibliotečke mape i zbirke knjiga, uključujući i angažovanje njihovog osoblja. Na primer, šef Odseka za karte Volter Ristou bio je imenovan za šefa geografskog odeljenja njujorške kancelarije vojne obaveštajne službe u Njujorku od 1942. do 1945. Ristou i njegovo osoblje otkrili su, kopirali i pozajmili hiljade strateških, retkih ili jedinstvenih mapa ratnim agencijama kojima su bile potrebne informacije koje nisu bile dostupne preko drugih izvora.

## Literatura
- Chapman, Carleton B. Order out of Chaos: John Shaw Billings and America's Coming of Age (1994)
- Dain, Phyllis (1973). The New York Public Library: A History of Its Founding and Early Years.
- Davis, Donald G. Jr and Tucker, John Mark (1989). American Library History: a comprehensive guide to the literature. Santa Barbara: ABC-CLIO. ISBN 0-87436-142-7.. Inc.
- Glynn, Tom, Reading Publics: New York City's Public Libraries, 1754–1911. Fordham University Press. (2015). xii, 447 pp.
- Harris, Michael H. and Davis, Donald G. Jr. (1978). American Library History: a bibliography. ISBN 0-292-70332-5.. Austin: University of Texas
- Lydenberg, Harry Miller (1916a). „History of the New York Public Library: Part I”. Bulletin of the New York Public Library. 20: 555—619.
- Lydenberg, Harry Miller (1916b). „History of the New York Public Library: Part III”. Bulletin of the New York Public Library. 20: 685—734.
- Lydenburg, Harry Miller (1923). History of the New York Public Library, Astor, Lenox and Tilden Foundations. The New York Public Library.
- Myers, Andrew B (1974). The Worlds of Washington Irving: 1783–1859.
- Reed, Henry Hope (1986). The New York Public Library: Its Architecture and Decoration.
- Sherman, Scott (2015). Patience and fortitude : power, real estate, and the fight to save a public library. Brooklyn. ISBN 978-1-61219-429-5.. London : Melville House,
- Van Slyck, Abigail A. (1995). Free to All: Carnegie Libraries & American Culture, 1890–1920. Chicago: IL: University of Chicago Press. ISBN 0-226-85031-5.
- Rabina, Debbie; Peet, Lisa (2014). „Meeting a Composite of User Needs Amidst Change and Controversy: The Case of the New York Public Library”. Reference & User Services Quarterly. 54 (2): 52—59. ISSN 1094-9054. JSTOR refuseserq.54.2.52. doi:10.5860/rusq.54n2.52 .
- Central Building Guide. New York Public Library. 1912. hdl:2027/uc2.ark:/13960/t9p26t36m.
- Hewitt, Mark Alan; Lemos, Kate; Morrison, William; Warren, Charles (2006). Carrère & Hastings architects. New York: Acanthus Press. стр. 285—323. ISBN 978-0-926494-42-8. OCLC 69423272.
- „National Register of Historic Inventory - Nomination Form For Federal Properties: The New York Public Library”. United States Department of the Interior, National Park Service. 21. 12. 1965.
- „New York Public Library” (PDF). New York City Landmarks Preservation Commission. 11. 1. 1967. Архивирано из оригинала (PDF) 7. 1. 2017. г. Приступљено 25. 6. 2016.
- „New York Public Library: Main Lobby, the North and South Staircases from the First Floor to the Third Floor, and the Central Hall on the Third Floor” (PDF). New York City Landmarks Preservation Commission. 12. 11. 1974. Архивирано из оригинала (PDF) 31. 07. 2020. г. Приступљено 02. 10. 2020.
- Postal, Matthew A. (8. 8. 2017). „New York Public Library (Stephen A. Schwarzman Building) Interiors, Main Reading Room and Catalog Room” (PDF). New York City Landmarks Preservation Commission.
- Reed, Henry Hope (2011). The New York Public Library: The Architecture and Decoration of the Stephen A. Schwarzman Building. 500 Fifth Avenue, New York, NY: W.W. Norton and Company. ISBN 978-0-393-07810-7.
- Handbook of the New York Public Library. New York public library. 1921. стр. 7. Приступљено 10. 1. 2016. „The Central Building of The New York Public Library”
- Gray, David (март 1911). „A Temple of Modern Education: New York's New Public Library”. Harper's Monthly Magazine. св. 122 бр. 730. стр. 562—564. Приступљено 20. 12. 2018.
- „Crisis on 42d Street”. The New York Times. 13. 2. 1970. ISSN 0362-4331. Приступљено 23. 12. 2018.
- „42d St. Library to Close On Sundays, Holidays”. The New York Times. 4. 12. 1970. ISSN 0362-4331. Приступљено 23. 12. 2018.
- „Library Division Reopens”. The New York Times. 18. 1. 1972. ISSN 0362-4331. Приступљено 23. 12. 2018.
- „The Library Lions Get Mudpacks as Part of the Full Beauty Treatment”. The New York Times. 13. 11. 1975. ISSN 0362-4331. Приступљено 23. 12. 2018.
- Johnston, Laurie; Anderson, Susan Heller (1. 6. 1983). „New York Day by Day”. The New York Times. ISSN 0362-4331. Приступљено 22. 12. 2018.
- Grimes, William (13. 1. 1994). „Bill Blass Gives $10 Million to Library”. The New York Times. ISSN 0362-4331. Приступљено 23. 12. 2018.
- „About the Pforzheimer Collection”. New York Public Library. Приступљено 22. 12. 2018.
- „About the Miriam and Ira D. Wallach Division of Art, Prints and Photographs”. New York Public Library. Приступљено 22. 12. 2018.
- Anderson, Susan Heller (27. 10. 1987). „Library Starts Road to 84-Mile Shelves Under Park”. The New York Times. ISSN 0362-4331. Приступљено 23. 12. 2018.
- „Bryant Park Project Approved”. The New York Times. 13. 1. 1987. ISSN 0362-4331. Приступљено 23. 12. 2018.
- Weber, Bruce (22. 4. 1992). „After Years Under Wraps, A Midtown Park Is Back”. The New York Times. ISSN 0362-4331. Приступљено 23. 12. 2018.

## Spoljašnje veze
- Zvanični veb-sajt
- Tekstovi na Vikizvorniku:
  - Lydenberg, H. M. (1905). „New York Public Library”. New International Encyclopedia.
  - „New York Public Library”. The New Student's Reference Work. 1914.
  - „New York Public Library”. Encyclopedia Americana. 1920.
  - „New York Public Library”. Collier's New Encyclopedia. 1921.
- New York Public Library на сајту Пројекат Гутенберг (језик: енглески)
- Njujorška javna biblioteka на сајту Internet Archive (језик: енглески)
- „A Slippery Number: How Many Books Can Fit in the New York Public Library?”. The New York Times. 28. 11. 2015. ISSN 0362-4331. Приступљено 23. 12. 2018.
- „Model of the New Library: Now on Exhibition in the Governor's Room at City Hall”. The New York Times. 30. 12. 1900. ISSN 0362-4331. Приступљено 17. 12. 2018.
- „Computer Age Invades Library”. The Post-Star. Glens Falls, NY. Associated Press. 14. 8. 1976. стр. 24. Приступљено 22. 12. 2018 — преко Newspapers.com.